# 1925 w polityce

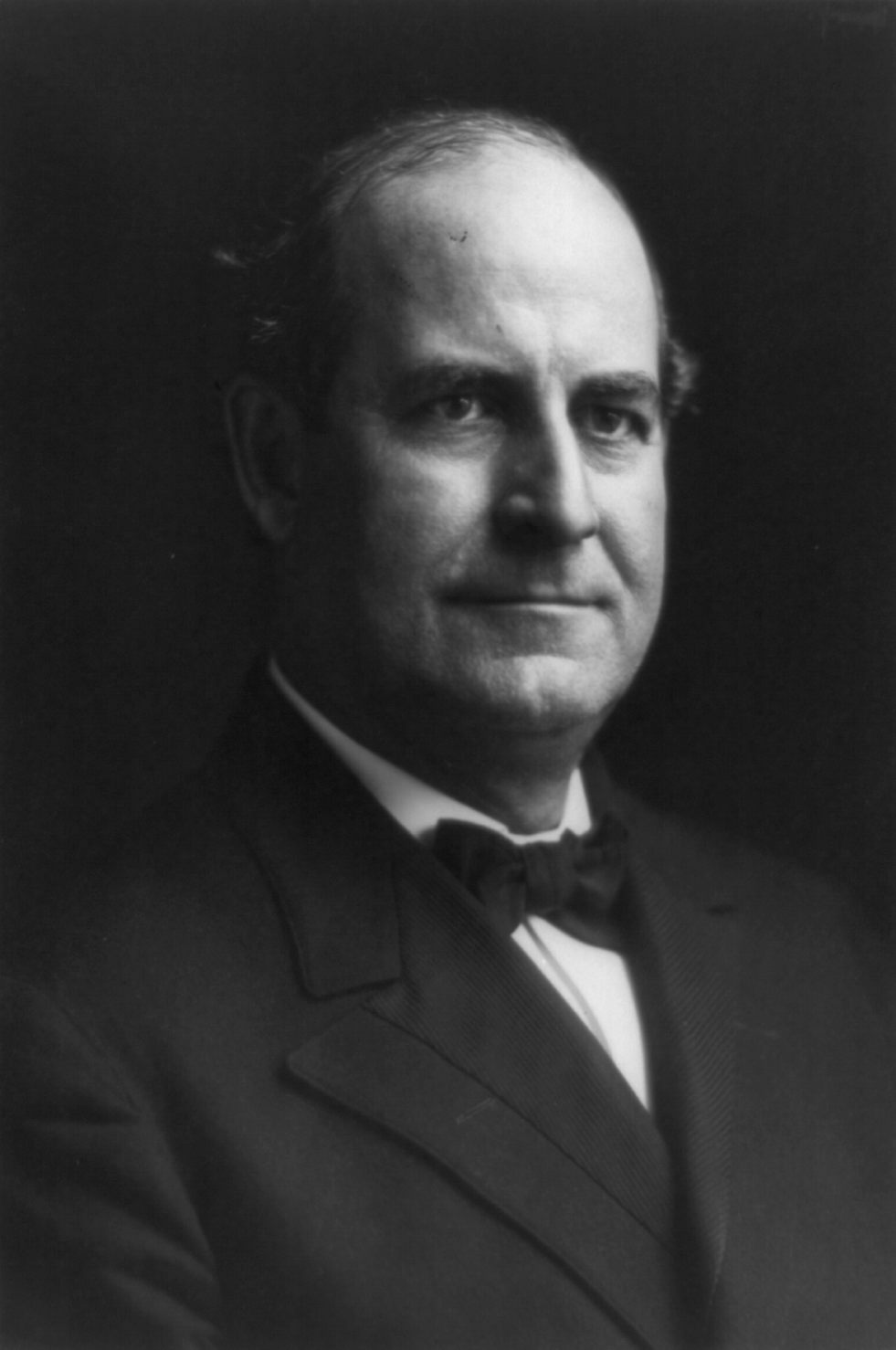
William Jennings Bryan

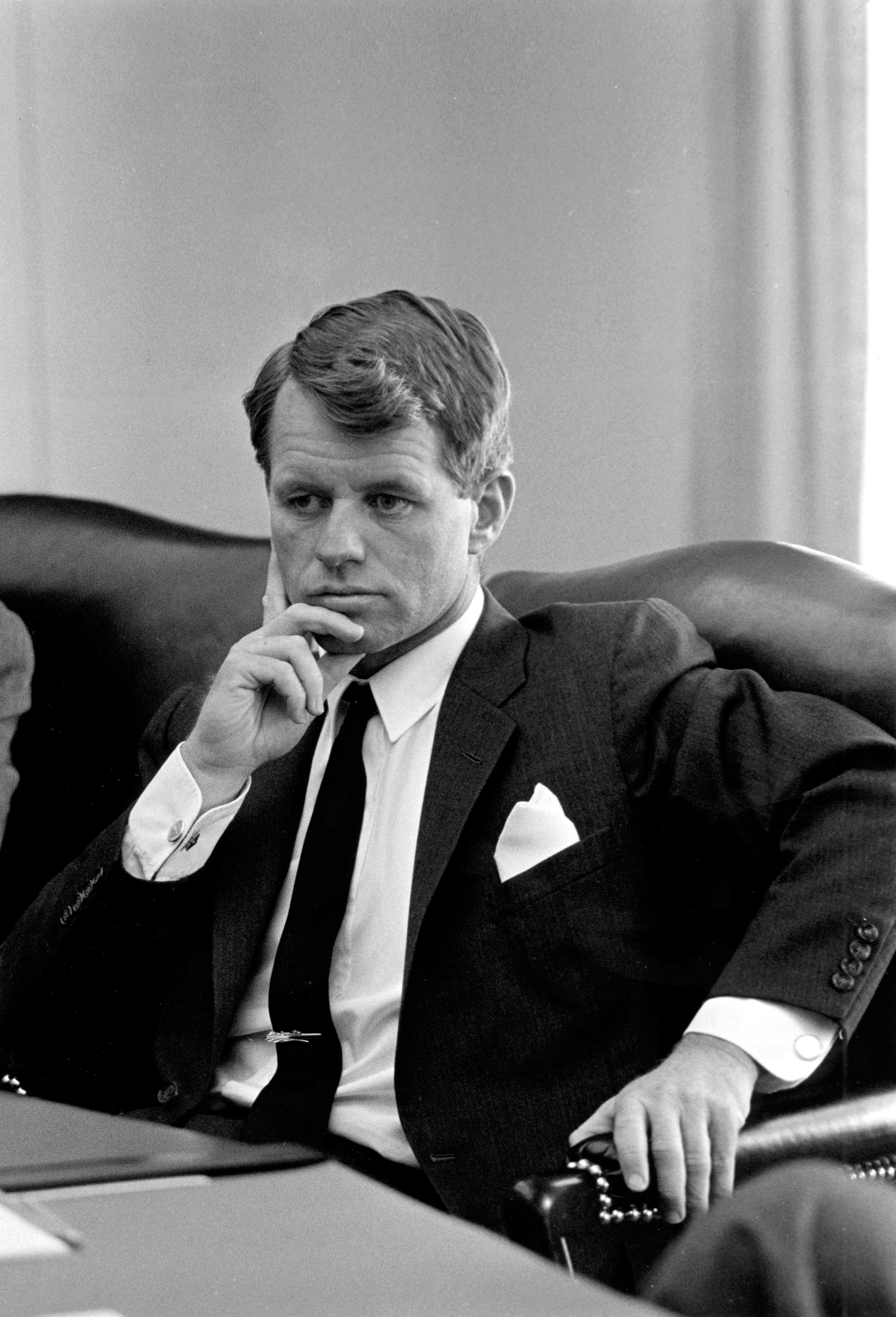
Robert F. Kennedy

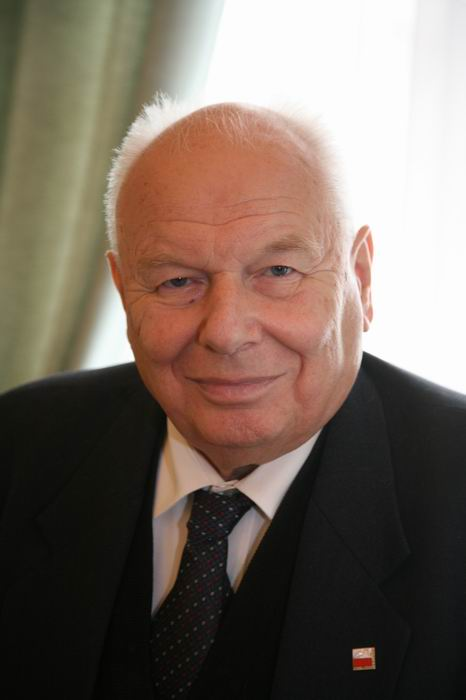
Andrzej Stelmachowski

Wydarzenia polityczne w 1925 roku.

## Styczeń
- 17 stycznia – Lew Trocki ustąpił ze stanowiska ludowego komisarza spraw wojskowych i morskich. Jego stanowisko objął generał Michaił Frunze[1].
- 20 stycznia – w Pekinie przedstawiciele Związku Radzieckiego i Japonii podpisali traktat regulujący stosunki między obu państwami. Japonia uznała Związek Radziecki i zgodziła się na opuszczenie północnej części Sachalinu, zachowując jednocześnie część południową[1].
- 28 stycznia – urodził się Andrzej Stelmachowski, marszałek Senatu RP, prezes Stowarzyszenia „Wspólnota Polska”[2].
- 31 stycznia – wybory prezydenckie w Albanii wygrał Ahmed Zogu[1].

## Luty
- 10 lutego – podpisano konkordat między Polską ze Stolicą Apostolską[3].

## Marzec
- 12 marca – w Pekinie zmarł przewodniczący Kuomintangu Sun Jat-sen. Jego następcą został Czang Kaj-szek[1].
- 19 marca – zmarł Charles Allen Culberson, prokurator generalny Teksasu, a następnie gubernator tego stanu i senator[4][5].
- 26 marca – urodziła się Vesta M. Roy, amerykańska polityk[6].

## Kwiecień
- 26 kwietnia – feldmarszałek Paul von Hindenburg wygrał wybory prezydenckie w Niemczech[1].
- Bułgarscy komuniści dwukrotnie próbowali dokonać zamachu stanu na cara Borysa III[1].

## Maj
- 27 maja – urodził się John Moberly, brytyjski polityki i dyplomata[7].
- W Polsce aresztowano sekretarzy Komunistycznej Partii Polski wszystkich największych organizacji szczebla okręgowego[1].

## Czerwiec
- 8 czerwca – urodziła się Barbara Bush, żona prezydenta USA George’a Busha[8].

## Lipiec
- 2 lipca – urodził się Patrice Lumumba, premier Konga[9].
- 8 lipca – urodził się Nicholas Brathwaite premier Grenady[10].
- 26 lipca – zmarł William Bryan, amerykański polityk[11].

## Wrzesień
- 5 września – urodził się Patrick Leo McCartie, brytyjski biskup[12].

## Październik
- 16 października – podpisano traktat z Locarno, który gwarantował nienaruszalność granicy zachodnich Niemiec[1].
- 19 października – urodził się Czesław Kiszczak, generał, minister spraw wewnętrznych[13].

## Listopad
- 13 listopada – premier Władysław Grabski podał się do dymisji[1].
- 20 listopada:
  - w Polsce powstał rząd Aleksandra Skrzyńskiego[1].
  - urodził się Robert F. Kennedy, brat Johna F. Kennedy’ego, prokurator generalny i senator Stanów Zjednoczonych[14].

## Grudzień
- 10 grudnia – Pokojową Nagrodę Nobla otrzymali Austen Chamberlain i Charles Gates Dawes[1].
- 11 grudnia:
  - urodził się John Robert Gorman, amerykański biskup[15].
  - urodził się Juan Conway McNabb, amerykański biskup, pełniący posługę w Peru[16].
- 28 grudnia – Sejm RP uchwalił ustawę o reformie rolnej[1].